# Bronzoslégy
A bronzoslégy (Callicera) a zengőlegyek (Syrphoidea) öregcsaládjában a névadó zengőlégyfélék (Syrphidae)család herelégyfélék (Eristalinae) alcsalád Calliceratini nemzetségének névadó neme.

## Származása, elterjedése
Fajai az északi és az újvilági faunabirodalomban élnek úgy, hogy meleg éghajlaton gyakoribbak, mint a mérsékelt égövben. A Palearktikumban tíz érvényes faja él.. Ezen belül Európában hét úgy, hogy egyikük kizárólag Cipruson fordul elő. Magyarországon négy faját mutatták ki:
- szürkecsíkos bronzoslégy (Callicera aenea),
- őszi bronzoslégy (Callicera macquartii)
- vörösbarna bronzoslégy (Callicera rufa)
- feketecsíkos bronzoslégy (Callicera spinolae)

Egy további európai faj:
- aranyos bronzoslégy (Callicera aurata)

## Megjelenése, felépítése
Fémesen csillogó zengőlégy, amelynek megjelenése a poszméhekére emlékeztet. 9,75–15 mm.hosszú csápja előrenyúlik, a csáp 3. ízén sárgásfehér végsörte áll. Arca sűrűn szőrös, arcdudora gyengén fejlett. Szeme szőrös, a hímeké hosszú szakaszon összeér.

## Életmódja, élőhelye
Életmódját hiányosan ismerjük. Valószínűleg korhadó fákban élő, szaprofág lárváit és bábjait fakéreg alatt, illetve elhalt fákban találták.

## Válogatott fajai
- Callicera christiani (Ghorpade, 1982)
- Callicera doleschalli (Verrall, 1913)
- Callicera duncani Curran, 1935
- Callicera erratica (Walker, 1849)
- Callicera exigua Smit, 2014
- Callicera fagesii Guérin-Menéville, 1844
- Callicera montensis Snow, 1892
- Callicera nitens (Coe, 1964)
- Callicera poultoni (Verrall, 1913)
- Callicera robusta (Coe, 1964)
- Callicera rohdendorfi Zimina, 1982
- Callicera sackeni (Verrall, 1913)
- Callicera scintilla Smit, 2014
- szumátrai bronzoslégy (Callicera sumatrensis) (Meijere, 1919)

## Fordítás
Ez a szócikk részben vagy egészben  a   Callicera című angol Wikipédia-szócikk ezen változatának fordításán alapul.  Az eredeti cikk szerkesztőit annak laptörténete sorolja fel. Ez a jelzés csupán a megfogalmazás eredetét és a szerzői jogokat jelzi, nem szolgál a cikkben szereplő információk forrásmegjelöléseként.